# 纤弱蛇根草
纤弱蛇根草（学名：Ophiorrhiza gracilis）为茜草科蛇根草属的植物，为中国的特有植物。分布于缅甸以及中国大陆的云南等地，生长于海拔570米至1,000米的地区，常生长在密林下，目前尚未由人工引种栽培。
其种加词来源于拉丁文“gracilis”，意为“纤细的”。